# America (1924)
America é um longa-metragem mudo estadunidense de 1924, do gênero drama histórico de guerra, escrito e dirigido por D. W. Griffith baseado no romance The Reckoning, de Robert W. Chambers, que descreve acontecimentos da guerra revolucionária.

## Elenco
- Neil Hamilton ... Nathan Holden
- Erville Alderson ... Justice Montague
- Carol Dempster ... Nancy Montague
- Charles Emmett Matt ... Charles Montague
- Lee Beggs ... Samuel Adams
- John Dunton ... John Hancock
- Arthur Donaldson ... rei George 3.º
- Charles Bennett ... William Pitt
- Downing Clarke ... Lord Chamberlain
- Frank Walsh ... Thomas Jefferson
- Frank McGlynn Jr. ... Patrick Henry
- Arthur Dewey ... George Washington
- P.R. Scammon ... Richard Henry Lee
- Lionel Barrymore ... cap. Walter Butler
- Sydney Deane ... sir Ashley Montague
- Edward Roseman ... cap. Montour